# إرلينغ جنسن
إرلينغ جنسن (بالنرويجية البوكمول: Erling Jenssen)‏ هو لاعب جمباز فني نرويجي، ولد في 3 يوليو 1891 في Skien ‏، وتوفي بنفس المكان في 20 سبتمبر 1973.

## وصلات خارجية
- إرلينغ جنسن على موقع اللجنة الأولمبية الدولية (الإنجليزية)
- إرلينغ جنسن على موقع أوليمبيديا (الإنجليزية)